# Санта-Марія-Імбаро
Санта-Марія-Імбаро (італ. Santa Maria Imbaro) — муніципалітет в Італії, у регіоні Абруццо,  провінція К'єті.
Санта-Марія-Імбаро розташована на відстані близько 170 км на схід від Рима, 90 км на схід від Л'Аквіли, 28 км на південний схід від К'єті.
Населення — 2001 особа (2014).

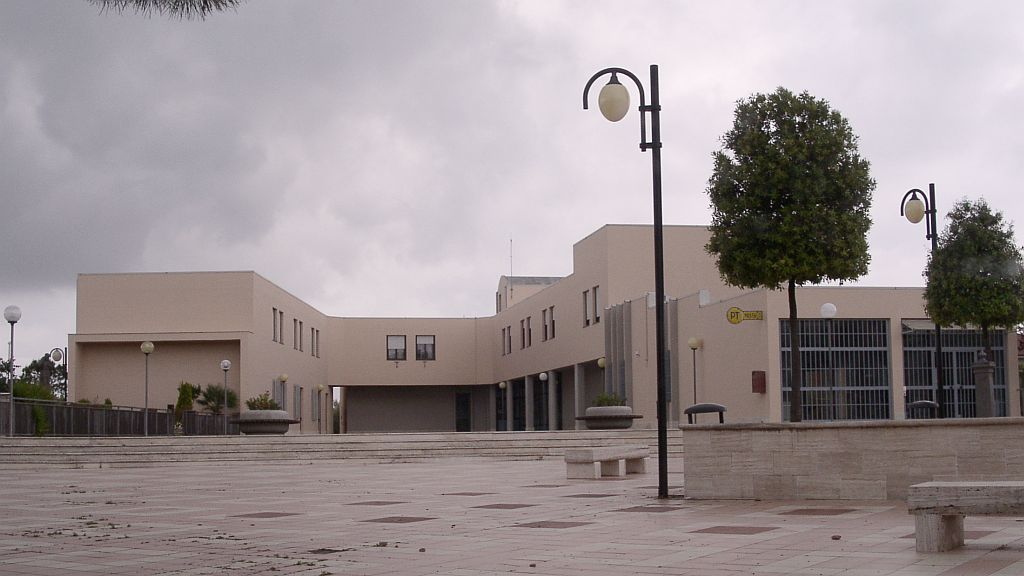

Щорічний фестиваль відбувається 4 березня. Покровитель — Madonna.

## Демографія
Населення за роками:

Станом на 1 січня 2023 року в муніципалітеті офіційно проживало 111 іноземців з 16 країн, серед них 71 громадянин країн Євросоюзу та 5 громадян України.

## Сусідні муніципалітети
- Фоссачезія
- Моццагронья
- Пальєта